# Igreja de Nossa Senhora da Boa Morte (Ponte de Lima)
A Igreja de Nossa Senhora da Boa Morte ou Santuário de Nossa Senhora da Boa Morte é uma igreja situada na freguesia da Correlhã, em Ponte de Lima. A igreja foi edificada entre os séculos XVII e XVIII em estilo barroco. Possui uma fachada tripartida que reflete as suas três naves à qual se acede por um escadório. O altar-mor exibe um dossel rococó com a imagem de Nossa Senhora, rodeada por esculturas de apóstolos, da autoria do entalhador Francisco Pereira de Castro. A igreja possui ainda retábulos joaninos e pinturas.
Anualmente, em julho, é realizada no santuário a Romaria da Senhora da Boa Morte em honra de Nossa Senhora da Boa Morte. Em 1982 a igreja foi classificada como Imóvel de Interesse Público.